# Fritz-Georg von Rappard
Fritz-Georg von Rappard (15 de agosto de 1892 - 29 de enero de 1946) fue un general alemán durante la II Guerra Mundial que comandó la 7.ª División de Infantería. En 1946, formó parte de un grupo de personal de la Wehrmacht juzgado por crímenes de guerra en audiencia pública por un tribunal militar soviético en la ciudad de Velíkiye Luki. Junto con otros siete oficiales de varios rangos, Rappard fue condenado y ejecutado.

## Condecoraciones
- Cruz de Hierro (1914) 2ª Clase (11 de noviembre de 1914) & 1ª Clase (31 de julio de 1916)[2]
- Cruz de Hierro (1939) 2ª Clase (18 de junio de 1940) & 1ª Clase (24 de julio de 1940)[2]
- Cruz Alemana en Oro el 1 de junio de 1944 como Generalleutnant y comandante de la 7. Infanterie-Division[3]
- Cruz de Caballero de la Cruz de Hierro con Hojas de Roble
  - Cruz de Caballero el 20 de octubre de 1944 como Generalleutnant y comandante de la 7. Infanterie-Division[4]
  - Hojas de Roble el 24 de febrero de 1945 como Generalleutnant y comandante de la 7. Infanterie Division[5]